# Vitulazio
Vitulazio är en ort och kommun i provinsen Caserta i regionen Kampanien i Italien. Kommunen hade 7 436 invånare (2017).